# Семикаракорская крепость
Семикарако́рская крепость — древняя средневековая хазарская крепость в Ростовской области, расположена на донском острове вблизи города города Семикаракорска. Является памятником салтово-маяцкой археологической культуры железного века. В прошлом это городище было хазарской крепостью с поселением вокруг.

## История
Древняя средневековая хазарская крепость в Ростовской области у города Семикаракорск была построена в конце VIII — начале IX века. Находится крепость на островном холме рядом с городом Семикаракорск. Границами острова является река Сал и небольшие реки, протоки и ерики: Сусат и Салак.
Крепость в четыре раза превышала по площади сторожевое Маяцкое городище той же эпохи. В ней находилась ставка хазарских каганов на Нижнем Дону.
В 1971—1974 годов в районе крепости проводились археологические раскопки, показавшие следующее: крепость была построена по системе «квадрат в квадрате», состояла из крепости размером 215×200 м и находящейся внутри неё цитадели размерами 85 х 80 метров. Город-крепость имел и большое торговое значение.
Крепость и цитадель с общей протяженностью шестиметровых стен почти в километр была «визитной карточкой» Хазарского каганата, которому по силам и по средствам было строительство крепостей такого размера. На стены крепости и цитадели пошло около 2 млн штук кирпичей.
В качестве строительного материала использовался сырцовый кирпич высокого качества. Размеры кирпичей составляли 25 х 25 х 5 см. Крепостные стены сохранились на высоту до метра, а главная башня донжон, встроенная в одну из стен имела двухметровую высоту. При толщине стен около 2 метров, максимальная высота стен могла достигать 5-6 метров. Археологи сначала предполагали, что дома внутри крепости также были построены из сырцового кирпича, но позже выяснилось, что там были дома из обожжённого кирпича. Из-за этого возникло предположение, что крепость предназначалась для каганов: так как только они жили в кирпичных домах.
В 2011 году изучением городища занимались археологи под руководством кандидата исторических наук Ирины Аржанцевой из Института этнологии и антропологии имени Н. Н. Миклухо-Маклая Российской академии наук.
В 15 км на север находится Крымское городище (Ростовская область) — ещё одно городище Хазарского времени.
В 20 км на восток находится городище Золотые горки — тоже Хазарского времени.